# Lepidoplaga
Lepidoplaga là một chi bướm đêm thuộc họ Crambidae.